# Risdonius barrington
Risdonius barrington är en spindelart som beskrevs av Norman I. Platnick och Forster 1989. Risdonius barrington ingår i släktet Risdonius och familjen Anapidae.
Artens utbredningsområde är New South Wales. Inga underarter finns listade i Catalogue of Life.